# Logaeus subopacus
Logaeus subopacus là một loài bọ cánh cứng trong họ Cerambycidae.